# Antonio Lamberto Rusconi
Antonio Lamberto Rusconi (Cento, 19 de junho de 1743 - Ímola, 1º de agosto de 1825) foi um cardeal do seculo XIX

## Biografia
Nasceu em Cento em 19 de junho de 1743, Cento, arquidiocese de Bolonha. De família patrícia. Filho de Domenico Bartolomeo Rusconi e Maria Marta Manari.
Estudou Direito e Ciências Econômicas na Universidade de Bolonha; obteve o doutorado in utroque iure , direito canônico e civil. Entrou no estado eclesiástico.
Cônego da colegiada de San Biagio, Cento, 1763. Foi para Roma em 1765 para continuar seus estudos. Entrou na prelazia romana no pontificado do Papa Clemente XIV, quando tinha 30 anos. Referendário dos Tribunais da Assinatura Apostólica da Justiça e da Graça, 23 de dezembro de 1773. Abbreviatore de parco maggiore , 1773. Relator da SC do Bom Governo, 1775; como tal, visitou várias localidades dos Estados Pontifícios nas províncias de Sabina, Marittima e Campagna , Patrimônio, Benevento e Pontecorvo, 1778. Auditor civil do cardeal camerlengo da Santa Igreja Romana, Carlo Rezzonico, 14 de fevereiro de 1785. Depois a primeira restauração do governo papal em Roma, o Papa Pio VII nomeou-o chefe da delegação particular para oGrascia , 9 de julho de 1800. Auditor da Sagrada Rota Romana para Bolonha, 24 de fevereiro de 1801; entrou em funções a 15 de dezembro de 1801; empossado em 8 de janeiro de 1802. Recebeu o diaconato em 1º de janeiro de 1803.
Ordenado em 2 de janeiro de 1803. Auditor da Câmara Apostólica por muitos anos. Membro da Congregação do Estado formada pelo Cardeal Agostino Rivarola em 11 de maio de 1814, após a segunda restauração do governo papal em Roma; foi encarregado de restabelecer a ordem na Pontifícia Universidade Gregoriana, no Archiginnasio dell Sapienza , escolas, bibliotecas e museus da cidade de Roma; foi também responsável pela administração dos correios e das obras urbanas.
Criado cardeal sacerdote no consistório de 8 de março de 1816; recebeu o chapéu vermelho em 11 de março de 1816; e o título de Ss. Giovanni e Paolo, 29 de abril de 1816.
Eleito bispo de Imola, 8 de março de 1816. Consagrado, 21 de março de 1816, na capela privada do papa, Roma, pelo Papa Pio VII, auxiliado por Francesco Bertazzoli, arcebispo titular de Edessa, e por Giuseppe Bartolomeo Menocchio, bispo titular de Porfireone , sacristão papal; na mesma cerimônia foi consagrado o cardeal Nicola Riganti, bispo de Ancona. Legado na Romagna, 9 de fevereiro de 1820. Participou do conclave de 1823, que elegeu o Papa Leão XII.
Morreu em Ímola em. 1º de agosto de 1825. Exposto e enterrado na catedral de Imola